# Warszawice (gromada)
Warszawice – dawna gromada, czyli najmniejsza jednostka podziału terytorialnego Polskiej Rzeczypospolitej Ludowej w latach 1954–1972.
Gromady, z gromadzkimi radami narodowymi (GRN) jako organami władzy najniższego stopnia na wsi, funkcjonowały od reformy reorganizującej administrację wiejską przeprowadzonej jesienią 1954 do momentu ich zniesienia z dniem 1 stycznia 1973, tym samym wypierając organizację gminną w latach 1954–1972.
Gromadę Warszawice z siedzibą GRN w Warszawicach utworzono – jako jedną z 8759 gromad na obszarze Polski – w powiecie garwolińskim w woj. warszawskim, na mocy uchwały nr VI/10/2/54 WRN w Warszawie z dnia 5 października 1954. W skład jednostki weszły obszary dotychczasowych gromad Dziecinów, Kosumce, Radwanków Szlachecki, Sobienie Biskupie, Warszawice i Warszówka ze zniesionej gminy Sobienie Jeziory oraz wieś Potok z dotychczasowej gromady Pogorzel ze zniesionej gminy Osieck w tymże powiecie. Dla gromady ustalono 26 członków gromadzkiej rady narodowej.
1 stycznia 1958 gromada weszła w skład nowo utworzonego powiatu otwockiego w tymże województwie.
Gromadę zniesiono 1 stycznia 1969, a jej obszar włączono do gromad Sobienie Jeziory (wsie Biskupice, Dziecinów, Radwanków Szlachecki, Sobieni Biskupie, Warszawice i Warszówka) i Ostrowiec (wsie Kosumce i Ostrówek) w tymże powiecie.